# Mtánes Šeháde
Mtánes Šeháde (arabsky امطانس شحادة‎, hebrejsky מְטַאנֵס שְׁחַאדֵה‎, * 25. května 1972 Nazaret, Izrael) je izraelský arabský politik. Působil jako předseda strany Balad a za ni jako poslanec Knesetu ve frakci Sjednocená kandidátka. Je doktorem politologie.

## Životopis
Šeháde se narodil v Nazaretu a je křesťanského vyznání. Vystudoval bakalářský obor ekonomie a mezinárodní vztahy na Hebrejské univerzitě v Jeruzalémě. Dále získal magisterský titul v oboru politologie na Haifské univerzitě a doktorát v oboru politologie na Hebrejské univerzitě v Jeruzalémě.
Působil jako výzkumný pracovník v organizaci Madá al-Karmel. Zaměřoval se na výzkum v oblasti ekonomiky a volebních zvyklostí arabského sektoru ve volbách do Knesetu. Napsal také několik studií a stanovisek o vlivu Izraele na palestinskou ekonomiku. Je členem Vysokého kontrolního výboru pro izraelské Araby. Jako člen výboru se setkal s teroristou Samírem. Terorista si odseděl 30 let ve vězení za házení ručních granátů na civilisty v Haifě během první intifády.
V únoru 2019 byl na stranickým sjezdu Baladu zvolen předsedou strany. Staví se proti zákonu Izrael – národní stát židovského lidu a podporuje přeměnu Státu Izrael ve stát pro všechny jeho občany. Ve srovnání se svými předchůdci ve straně,Hanín Zuabí a Džamalem Zahalkou, je považován za umírněného. Prohlásil, že je více připraven na „dialog“ s židovskou společností, a to i se svými oponenty na izraelské pravici.
V lednu 2021 prohrál se Sámím Abú Šehádem ve volbách předsedy Baladu. V důsledku toho se Šeháde rozhodl nekandidovat ve volbách do 24. Knesetu.

## Osobní život
Šeháde je ženatý s Manal, křesťankou, která je povoláním sociální pracovnice. Manželé mají dva syny a dceru a žijí v Isfiji.